# Fischuhus
Die Fischuhus (Ketupa) sind eine Gattung der Vögel aus der Familie der Eigentlichen Eulen.

## Merkmale
Fischuhus sind ähnlich den tagaktiven Fischadlern und den afrikanischen Fischeulen an den Fang von Fischen angepasst. In ihrer Größe, Färbung und im Körperbau entsprechen sie den anderen Uhus, ihre Fänge sind jedoch unbefiedert und an der unteren Seite mit Zähnchen ausgestattet, um schlüpfrige Beute ergreifen zu können. Die Krallen sind lang und an der Unterseite sehr scharf, die Läufe selbst sind ebenfalls auffallend lang ausgebildet und (mit Ausnahme des Riesen-Fischuhus (Bubo blakistoni)) ebenfalls nackt. Das Gefieder ist weniger weich ausgebildet, da der geräuschlose Flug beim Fischfang keine Rolle spielt. Auch der Gesichtsschleier ist weniger stark ausgebildet, da eine Kanalisierung der Geräusche für die optische Orientierung keine größere Rolle spielt.

## Lebensweise
Obwohl die Fischuhus in klimatisch sehr unterschiedlichen Gebieten vorkommen, haben sie trotzdem sehr ähnliche Ansprüche an ihren Lebensraum. Sie benötigen für ihre Jagd Gewässer mit bewaldeten Ufern für ihre Ansitzplätze. Die Verbreitungsgebiete überschneiden sich nicht.

## Arten
Die Gattung umfasst zwölf Arten.
- Riesenfischuhu (Ketupa blakistoni)
- Koromandeluhu (Ketupa coromanda)
- Himalajafischuhu (Ketupa flavipes)
- Sundafischuhu (Ketupa ketupu)
- Blassuhu (Ketupa lactea)
- Schwachschnabeluhu (Ketupa leucosticta)
- Nepaluhu (Ketupa nipalensis)
- Streifenuhu (Ketupa philippensis)
- Guineauhu (Ketupa poensis)
- Bindenuhu (Ketupa shelleyi)
- Malaienuhu (Ketupa sumatrana)
- Fischuhu (Ketupa zeylonensis)

## Einzelbelege
1. ↑  F. Gill & D. Donsker (Eds) 2023: IOC World Bird Names (Version 13.1g). (Online, abgerufen am 14. Februar 2023)